# Богданівка (Волноваський район)
Богда́нівка — село Ольгинської селищної громади Волноваського району Донецької області України.

## Загальні відомості
Богданівка підпорядкована Миколаївській сільській раді. Відстань до райцентру становить близько 26 км і проходить автошляхом місцевого значення. Перебуває у зоні постійного військової агресії з боку російських терористичних військ.

## Населення

### Мова
Розподіл населення за рідною мовою за даними перепису 2001 року:
| Мова            | Кількість | Відсоток |
| --------------- | --------- | -------- |
| українська      | 48        | 53.33 %  |
| російська       | 41        | 45.56 %  |
| інші/не вказали | 1         | 1.11 %   |
| Усього          | 90        | 100 %    |

За даними  перепису 2001 року населення села становило 90 осіб, із них 45 % зазначили рідною мову українську та 55 % — російську.